# Rudolf Gužík
Rudolf Gužík (10. března 1951 – 11. srpna 2010) byl český fotbalista.

## Fotbalová kariéra
V československé lize hrál za Baník Ostrava. Gól v lize nedal.

### Evropské poháry
V dresu ostravského Baníku nastoupil k jednomu utkání Veletržního poháru (předchůdce Poháru UEFA) proti portugalskému klubu Vitória Guimarães, v němž vstřelil vedoucí branku domácích (hráno 2. října 1969).

### Ligová bilance
| Ročník                                   | Zápasy | Góly | Klub          |
| ---------------------------------------- | ------ | ---- | ------------- |
| 1. československá fotbalová liga 1968/69 | 1      | 0    | Baník Ostrava |
| 1. československá fotbalová liga 1969/70 | 9      | 0    | Baník Ostrava |
| CELKEM                                   | 10     | 0    |               |